# Vittorio Malagoli
Vittorio Malagoli (Modena, 11 agosto 1917 – Modena, 20 dicembre 1991) è stato un allenatore di calcio e calciatore italiano, di ruolo mediano.

## Carriera

### Giocatore
Ha esordito in Serie A con la maglia del Bologna il 25 ottobre 1941 in Genoa-Bologna (3-2).

### Allenatore
Ha allenato il Modena portandolo dalla Serie C alla Serie A in due sole stagioni tra il 1961 e il 1962.
Nella stagione 1963-1964 è stato allenatore del Palermo.

## Palmarès

### Giocatore

#### Competizioni nazionali
- Serie B: 1

Modena: 1937-1938
- Coppa Alta Italia: 1

Bologna: 1945-1946

### Allenatore

#### Competizioni nazionali
- Serie C: 1

Modena: 1960-1961
Promozione Sicilia: 1
Caltagirone: 1954-55